# JNMAフェスティバル
JNMAフェスティバルとは日本Nゲージモデラーズ協会が主催し、主にNゲージのメーカー、愛好家が集うイベントである。中止となった2020年を除いて1995年以降毎年開催されている。
主にガレージメーカーが出展する。従来の大量生産の市販の物には無い品を扱う。『創る』をテーマにしており主にキット型式で頒布される。以前はNゲージに限定していたが現在ではゲージを問わず参加できる。